# Мирпуа (кулинария)

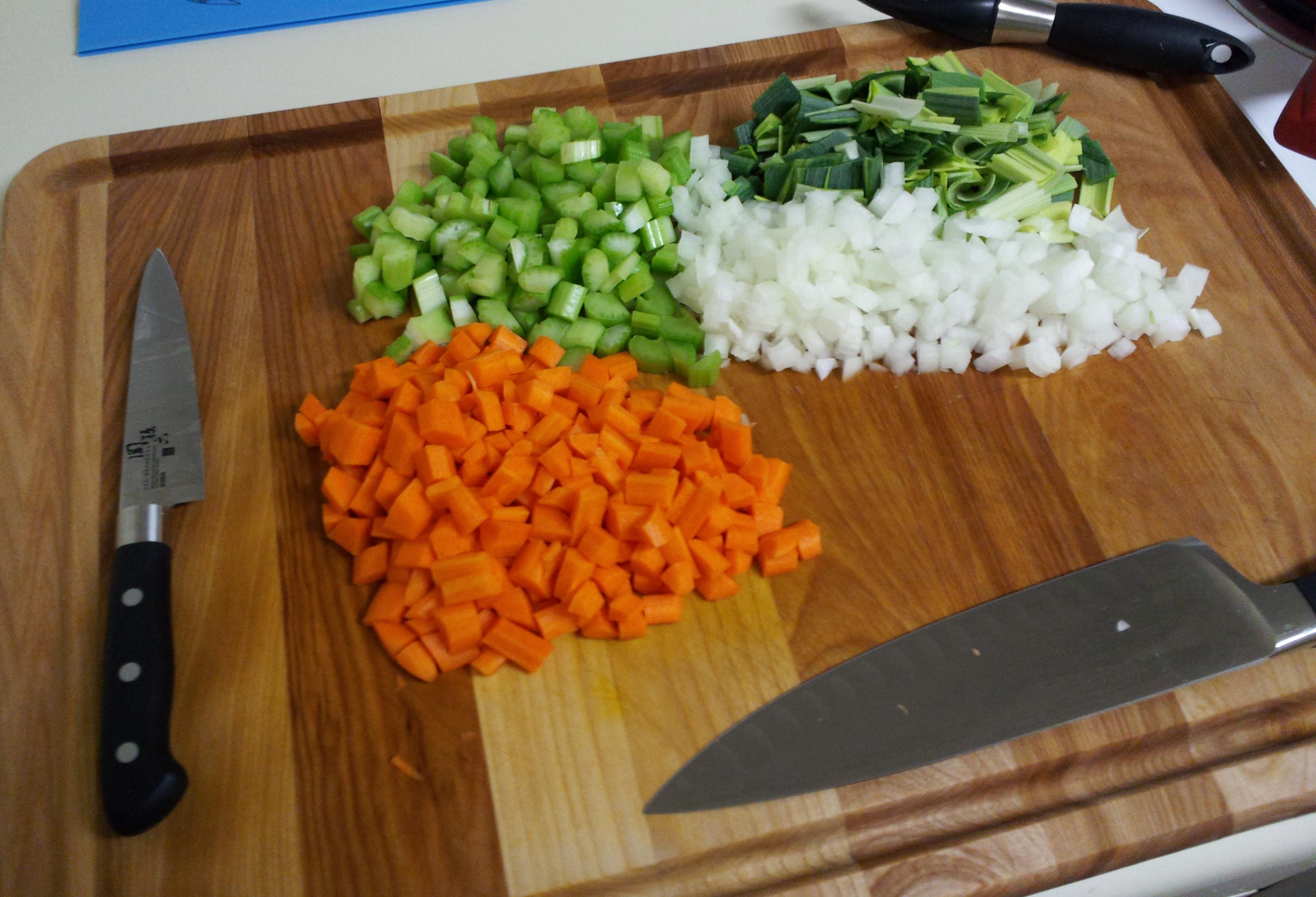
Мирпуа на разделочной доске

Мирпуа (фр. mirepoix), или суповая зелень (нем. Suppengrün) — овощная смесь в европейской кухне из корнеплодов (морковь, брюква, корень сельдерея, корень петрушки), луковых (порей, репчатый лук) и столовой зелени (петрушка, листья сельдерея, тимьян и др.), которая добавляется в бульон для придания ему аромата. Овощи в различных комбинациях в зависимости от рецептов национальной кухни добавляются в бульон целиком (например, в немецкой кухне) или мелко нарезанными (например, во французской кухне «мирпуа» — по имени Гастон-Пьера де Леви-Мирпуа), затем удаляются из него либо в нарезанном виде добавляются в жаркое и развариваются в нём для получения ароматного и густого соуса.